# Rudi Gutendorf
Rudolf "Rudi" Gutendorf (Koblenz, 1926. augusztus 30. – 2019. szeptember 13.) német labdarúgóedző. Nevezetes arról, hogy ő a valaha volt legtöbb nemzeti válogatottat irányító edző, 22 felnőtt válogatott vezetőedzője volt.

## Pályafutása

### Játékosként
Játékosként szülővárosának csapata, a TuS Neuendorf játékosa volt. Csatárt játszott, jobbszélső volt.

### Edzőként
Amatőr csapatoknál már játékos pályafutása alatt is edzősködött. 1953-ban hagyta abba az aktív játékot, majd Sepp Herbergernél edzői képesítést szerzett 1954-ben. Ezt követően csaknem 50 éven át volt különböző csapatok edzője, utoljára 77 évesen, 2003-ban a Szamoai labdarúgó-válogatottnál edzősködött.
A válogatottakon kívül számos klubcsapatnál töltött be edzői posztot, köztük számos Bundesliga-csapatnál. Gutendorf volt az első külföldi edző, aki a japán bajnokságban aranyérmet szerzett 1984-ben a Yomiuri SC-vel.